# Oblongiala zimbabwensis
Oblongiala zimbabwensis – gatunek pluskwiaka z rodziny zajadkowatych i podrodziny Peiratinae, jedyny z monotypowego rodzaju Oblongiala.

## Taksonomia
Rodzaj i gatunek typowy opisane zostały po raz pierwszy w 2020 roku przez Liu Yingqi i Cai Wanzhi na łamach „Acta Entomologica Musei Nationalis Pragae” w publikacji współautorstwa Chen Zhuo i Michaela D. Webba. Opisu dokonano na podstawie pojedynczego samca odłowionego w 1984 roku w Zimbabwe i zdeponowanego w Muzeum Historii Naturalnej w Londynie. Nazwa rodzajowa oznacza po łacinie „wydłużone skrzydło”, zaś epitet gatunkowy odnosi się do lokalizacji.

## Morfologia
Pluskwiak o stosunkowo smukłym ciele długości 7,9 mm.
Łezkowatego zarysu głowa ma grubą rzeźbę, ubarwienie czarne z miejscami brązową kłujką i porośnięta jest długimi, sterczącymi, brązowymi szczecinkami. Oczy złożone są duże i nerkowate, a przyoczka wyniesione i rozstawione na odległości większe niż ich szerokość. Część pozaoczna głowy jest nieco nabrzmiała, elipsowata w zarysie. Chude, gęsto porośnięte krótkimi, półwzniesionymi, żółtawobiałymi włoskami czułki mają trzonek brązowy z czarniawą podstawą, a pozostałą część ciemnobrązową.
Przedplecze ma pomarańczowobrązowy płat przedni i jaskrawoczerwony płat tylny; porośnięte jest długimi, sterczącymi, brązowymi szczecinkami oraz gęstym, żółtawobiałym owłosieniem. Na przednim płacie znajdują się pasma guzkowanego oskórka. Poprzeczna bruzda dzieląca płaty jest lekko falista. Tylno-boczne kąty przedplecza są zaokrąglone, a tylna krawędź prawie prosta pośrodku i ukośna po bokach. Trójkątna, czarna tarczka ma wąskie listewki Y-kształtne i smukły, poziomy, jaskrawoczerwony wyrostek; występują na niej podobne co na przedpleczu szczecinki. Sięgające wyraźnie poza koniec odwłoka, niemal tak długie jak ciało półpokrywy mają przykrywkę jaskrawoczerwoną z ciemnobrązowym polem między żyłkami kubitalną i postkubitalną, międzykrywkę ciemnobrązową z jaskrawoczerwoną nasadą, a zakrywkę ciemnobrązową z jaśniejszą odsiebną połową i wąsko-prostokątną białą plamką przy komórce wewnętrznej oraz białym paskiem przy nasadzie krawędzi kostalnej. Na przykrywce gęsto wyrastają krótkie, półwzniesione, żółtawobiałe włoski. Odnóża wszystkich par mają czarniawobrązowe biodra, ciemnobrązowe krętarze i żółtawobrązowe stopy. Rozstaw tylnych bioder równy jest szerokości jednego z nich. Przednia para ma udo czarniawobrązowe z żółtawobiałą plamką u szczytu, a goleń czarniawobrązową z żółtawobiałym paskiem zajmującym ¾ jej długości. Środkowa para ma udo czarniawobrązowe z jaśniejszą nasadą i wierzchołkiem oraz z żółtawobiałą plamką w dosiebnej połowie, a goleń czarniawobrązową z żółtawobiałym paskiem zajmującym połowę jej długości. Tylna para ma udo w nasadowej połowie żółtawobiałe, a w wierzchołkowej czarniawobrązowe z żółtawobiałą plamką na spodzie, goleń zaś ciemnobrązową z żółtawobiałą podstawą. Na udach i goleniach obecne są długie, sterczące, brązowe szczecinki. Uda przedniej i środkowej pary mają po szeregu ząbków na spodniej stronie, a na goleniach tychże par fossula spongiosa zajmuje tylko wierzchołek strony brzusznej. Spód i boki tułowia mają czarną barwę. Bruzdy metapleuralne są zakrzywione.
Owalny w zarysie odwłok jest jaskrawoczerwony z czarniawobrązowym ósmym stenitem i pygoforem, gęsto porośnięty żółtawobiałym owłosieniem. Listewka brzeżna jest nierozszerzona. Owalny z kwadratowawą w widoku brzusznym częścią przednią pygofor ma hakowaty wyrostek środkowy z żeberkowanym pośrodku spodem. Nakrapiane paramery mają kształt wiosłowaty. Most płytki bazalnej jest półtorakrotnie dłuższy od samej płytki. Falloteka ma szeroki i na szczycie zaokrąglony skleryt grzbietowy oraz niemal błoniasty skleryt boczny. Łuskowate guzki tworzą gęstą łatkę w endosomie.